# Nemo zuluensis
Nemo zuluensis är en tvåvingeart som beskrevs av Barraclough 1999. Nemo zuluensis ingår i släktet Nemo och familjen Neminidae. Inga underarter finns listade i Catalogue of Life.